# Sari Nuseibeh
Sari Nuseibeh ( arabsko سري نسيبة) (rojen leta 1949) je palestinski profesor filozofije in nekdanji predsednik univerze Al-Quds v Jeruzalemu. Do decembra 2002 je bil predstavnik palestinskih nacionalnih oblasti v tem mestu. Leta 2008 je bil Nuseibeh v odprti spletni anketi postavljen na 24. mesto na seznamu Top 100 javnih intelektualcev, ki sta ga objavila reviji Prospect Magazine ( UK ) in Foreign Policy ( ZDA )  .             

## Družinsko ozadje
Nuseibeh se ponaša s 1300-letno prisotnostjo v Jeruzalemu, saj je potomec Ubajde ibn as-Samita, brata Nusajbah bint Ka'ab, bojevnice iz Banu Khazraj v Arabiji, ene od štirih ženskih voditeljic 14 plemen zgodnjega islama.  Ubadja, spremljevalec Umarja ibn al-Khataba, je bil imenovan za prvega muslimanskega visokega sodnika Jeruzalema po njegovi osvojitvi leta 638 n. št., skupaj z obveznostjo, da ohranja svetost Svete skale Kalvarije.  Kljub plemiškemu poreklu pa družinsko izročilo v skladu s prepričanjem, da imajo vse velike družine korenine v roparstvu, ohranja legendo, da je skozi njihov rod mogoče slediti tudi dolgi vrsti tatov. 
Po družinskem izročilu so obdržali izključno pravico do ključev cerkve Svetega groba vse do otomanskega obdobja, ko je klan Džudeh dobil zagotovilo, da se posest deli Še danes naj bi bila družina Nuseibeh odgovorna za grob in vsako jutro okoli zore predala ključe oskrbniku cerkve Svetega groba.   Moše Amirav poroča, da se je Nuseibeh na vprašanje, kako da ključi niso več za stalno v njihovih rokah.ponorčeval: 'Ne, to ni več treba. Jezusa ni več.' 
Nuseibejev ded se je zaporedoma poročil s tremi različnimi palestinskimi uglednimi družinami, v družino Šihabi, znano po svoji učenosti; Darviš mogočne družine al-Husajni, in v družino Našašibi - tako da je po Nuseibehovih besedah: "v nekaj letih [...] uspel združiti štiri starodavne jeruzalemske družine, od katerih sta si bili dve hudi tekmici". 

## Življenjepis
Nuseibeh se je rodil v Damasku v Siriji politiku Anvarju Nuseibehu, ki je bil ugleden državnik, viden v palestinski in (po letu 1948) palestinsko-jordanski politiki in diplomaciji. Njegova mati, Nuža Al-Gusein, hči palestinskega političnega voditelja Jakuba al-Ghusajna, je bila rojena v Ramleju,  v družini bogatih zemljiških aristokratov z zemljo v Vadi Hneinu (zdaj izraelsko mesto Nes Ziona ),  Njegova mati je leta 1948 zapustila Palestino, da bi se izognila spopadom, njegov oče pa je izgubil nogo, ko je bil ranjen med v državljanski vojni v mandatni Palestini 1947–48.   Nekaj let pozneje sta se preselila v Kairo, kjer je njegov oče sodeloval pri oblikovanju prve palestinske vlade v izgnanstvu.  Ko se je vrnil v Jeruzalem, je živel le nekaj sto metrov onkraj Nikogaršnje zemlje od Amosa Oza in ob branju njegovih spominov na mladost je bil presenečen nad globokimi razlikami med izkušnjami dveh otrok na enem in istem kraju.  Njihova družina je imela v Karamehu kmetijska zemljišča, ki jih je med poletnimi počitnicami pomagal obdelovati s traktorjem. Gre za kraj, kjer je v palestinski spomin zapisano krvoprelitje pri palestinskem Stalingradu.   Med izraelsko osvojitvijo Zahodnega brega v šestdnevni vojni so izraelski vojaki razdejali njihovo družinsko hišo v Jeruzalemu in iz nje izropali vso njihovo dediščino, čeprav je bil družinski avto pozneje vrnjen.  Nekaj mesecev kasneje so okupacijske oblasti razlastile družinsko 200 arov veliko podeželsko posestvo v Jordanski dolini.  
Jeseni 1967 je Nuseibeh odšel na študij filozofije v Christ Church v Oxfordu.  Tam se je spoprijateljil z Avišaiem Margalitom, pa tudi z Ahmadom Validijem, edinim drugim palestinskim študentom v tistem času in sinom uglednega učenjaka Valida Kalidija.    To je bilo obdobje, ki so ga zaznamovali študentski revolucionarni prevrati in v tem času ga je Ahmad seznanil s prepletenostjo palestinskih političnih frakcij, ki jih je Monty Python parodiral v Brianovem življenju.  Poletja je preživel v Jeruzalemu, kjer je leta 1968 začel študirati hebrejščino. Nekaj časa delal v kibucu HaZore'a,  naslednje leto pa je bil pri roki in pomagal gasiti, ko je avstralski krščanski fanatik Michael Rohan skušal zažgati mošejo Al-Aqsa. 
Na Oxfordu je Nuseibeh spoznal Lucy Austin, hčerko britanskega filozofa JL Austina in bodočo ustanoviteljico nevladne organizacije MEND.  Konec leta 1973 ju je poročil jeruzalemski veliki mufti, šejk Sad al-Din Džalal al-Alami. Dobila sta štiri otroke: tri sinove Džamala, Absala, Buraka in hčerko Nužo.  Med študijem v Oxfordu je Sarija močno pritegnila lingvistična filozofija, ki jo je predstavil Ludwig Wittgenstein in razvil Austin. Po diplomi v Oxfordu je preživel eno leto na Warburg Institute v Londonu, potem ko je poslušal predavanje Abdulhamida Sabre, ki ga je pritegnilo k študiju zgodnje islamske šole mu'tazilitskih logikov, misli Al-Gazalija in kasnejša njegova zmaga v diskurzih, kot jo je oblikovala šola teologov Ash'ari.  
Po kratkem obdobju dela v Abu Dabiju je Nuseibeh začel z delom za doktorat na temo islamske filozofije na univerzi Harvard jeseni 1974 in doktorat. leta (1978 uspešno obranil.   Leta 1978 se je vrnil na Zahodni breg, da bi poučeval na univerzi Birzeit (kjer je ostal kot profesor filozofije, dokler niso univerze od leta 1988 do 1990 med prvo intifado zaprli). Istočasno je predaval islamsko filozofijo na Hebrejski univerzi v Jeruzalemu v Izraelu. V zgodnjih osemdesetih letih prejšnjega stoletja je pomagal organizirati učiteljski sindikat v Birzeitu in bil tri mandate predsednik tamkajšnjega sindikata fakultete in osebja. Nuseibeh je tudi soustanovitelj Zveze zaposlenih v izobraževalnem sektorju za ves Zahodni breg.

## Politični aktivizem
Za Sari Nuseibeha je dolgo veljalo, da je palestinsko zmerno usmerjen. Julija 1987 sta se Nuseibeh in Faisal Huseini srečala z Mošejem Amiravom, članom izraelske stranke Likud, kot prva ugledna Palestinca, ki sta se srečala l s članom izraelske desnice. Amirav je navezoval stike s skupino blizu takratnega premierja Jicaka Šamirja glede možnosti, da pride do sklenitve zgodovinskega pakta z PLO in Fatahom.  
Po letih prizadevanj za vzpostavitev delujoče palestinske države poleg države Izrael je Nuseibeh leta 2011 rešitev dveh držav označil za "fantazijo".  V Koliko je vredna palestinska država? (Harvard University Press, 2011) je pozval k "miselnemu eksperimentu" enotne države, v kateri bi si Izrael priključil vsa ozemlja, Palestinci pa bi bili "drugorazredni državljani" s "civilnimi, vendar brez političnih pravic", v kateri bi "se Judje lahko šli državo, Arabci pa bi smeli živeti v njej."  Ta posebni predlog je bil zavrnjen kot "neiskren".  V tem času je Nuseibeh govoril o korakih v smeri ene ali druge različice eno-državne rešitve, kot je država dveh narodov.  

### Prva intifada
Nuseibeh je bil tudi pomemben voditelj med prvo intifado, avtor palestinske deklaracije o načelih , prizadeval si je okrepiti gibanje Fatah na Zahodnem bregu; Nuseibeh je pomagal pri pisanju "notranje" palestinske deklaracije o neodvisnosti, izdani v prvi intifadi, in pri oblikovanju 200 političnih odborov in 28 tehničnih odborov, ki so bili mišljeni kot embrionalna infrastruktura za prihodnjo palestinsko upravo.

### Prva zalivska vojna
Po izstrelitvi raket Scud na Tel Aviv je Nuseibeh sodeloval z izraelsko organizacijo Mir zdaj, da skupaj obsodijo smrti civilistov v vojni. Toda 29. januarja 1991 so ga aretirali in priprli zaradi suma, da je iraški agent.  Uradni britanski in ameriški krogi so izrazili dvome, ameriška administracija pa je Izrael pozvala, naj ga obtožijo, da se ne bo sumilo, da gre za politično aretacijo. Amnesty International ga je uvrstil med zapornike vesti.   v The Timesu pa je bilo brati protestna pisma akademikov, kot med drugim Peter Strawson, Isaiah Berlin in HLA Hart.   Nekateri Izraelci so izrazili mnenje, da je bil namen diskreditirati Nuseibeha pred mednarodnim mnenjem.  Palestinci so aretacijo razumeli kot politično opozorilo, da se Izrael ne namerava pogajati z nobenim palestinskim voditeljem, ne glede na to, kako zmeren je. Na primer, Saeb Erekat z Univerze An-Najah je dejal: "To je sporočilo za nas palestinske zmerneže. Sporočilo je: 'Lahko pozabite na pogajanja po vojni, ker bomo poskrbeli, da se ne boste imeli s kom pogovarjati.' ". Brez obtožbe so ga izpustili kmalu po koncu vojne, po 90 dneh zapora v zaporu Ramle.  

### Mirovne pobude in dejavnosti od leta 2000
Nuseibeh med večjim delom mirovnega procesa v Oslu ni bil politično aktiven, vendar je bil leta 2001 imenovan za predstavnika PLO v Jeruzalemu.  V tem obdobju je Nuseibeh začel odločno predlagati, naj se Palestinci odrečejo svoji pravici do vrnitve v zameno za palestinsko državo na Zahodnem bregu in v Gazi.  Številne palestinske organizacije so njegova stališča do tega vprašanja ostro obsodile. 
Nuseibeh je januarja 2002 kritiziral militarizacijo intifade in pozval , da se neha s samomorilskimi bombnimi napadi in da se vzpostavi Palestino kot demilitarizirano državo: "Palestinska država bi morala biti demilitarizirana - ne zato, ker to zahteva Izrael, ampak v našem interesu." Nekatere visoke izraelske osebnosti, kot je Uzi Landau, so predlog zavrnile kot trik. 
Leta 2002 sta Sari Nuseibeh in nekdanji direktor Šin Bet Ami Ayalon objavila Glas ljudstva, izraelsko-palestinsko civilno iniciativo, katere namen je pospešiti pot do miru med Izraelom in Palestinci, osnutek mirovnega sporazuma, ki je zahteval ustanovitev palestinske države v mejah Izraela iz leta 1967, in za kompromis glede pravice Palestincev do vrnitve. Pobuda Glas ljudstva je bila uradno ustanovljena 25. junija 2003.             
Leta 2002 je Yasser Arafat imenoval Nuseibeha za predstavnika PLO v vzhodnem Jeruzalemu, položaj, ki ga je prevzel po nenadni smrti Faisala Huseinija. 
Leta 2008 je Nuseibeh dejal, da gre rešitev v obliki dveh držav po vodi. Palestince je pozval, naj začnejo razpravo o ideji rešitve v obliki ene države.  

## Povezanosti
Nuseibeh je vodja in ustanovitelj Palestinske svetovalne skupine, soustanovitelj in član več palestinskih ustanov, kot so Jeruzalemsko društvo prijateljev bolnih, Zveza zaposlenih v izobraževalnem sektorju na Zahodnem bregu, Arabski svet za javne zadeve, Odbor za soočenje z železno pestjo in Jeruzalemski arabski svet. Je tudi v svetovalnem odboru Mednarodnega centra za etiko, pravosodje in javno življenje na Univerzi Brandeis.  
Na mednarodni ravni je Nuseibeh član izvršnega in vodstvenega odbora programa McGill Middle East. Novembra 2007 je po objavi knjige Once Upon a Country: A Palestinian Life odpotoval v Montreal v Kanadi, da bi predaval o MMEP in svoji viziji miru.                 